# Hammondville (Alabama)
Pour les articles homonymes, voir Hammondville.
Hammondville est une municipalité américaine située dans le comté de DeKalb en Alabama.
Selon le recensement de 2010, sa population est de 488 habitants. La municipalité s'étend sur 4,91 milles carrés (12,72 km2).

## Démographie
| 1940 | 1950 | 1960 | 1970 | 1980 | 1990 | 2000 | 2010 |
| ---- | ---- | ---- | ---- | ---- | ---- | ---- | ---- |
| 93   | 94   | 134  | 221  | 369  | 420  | 486  | 488  |